# Mochizuki Tatsuya (1994)
Tatsuya Mochizuki (sinh ngày 12 tháng 8 năm 1994) là một cầu thủ bóng đá người Nhật Bản.

## Sự nghiệp câu lạc bộ
Tatsuya Mochizuki đã từng chơi cho FC Ryukyu.